# Agave lechuguilla
Agave lechuguilla, de nombre común lechuguilla, es una especie suculenta anteriormente clasificada dentro de la familia Agavaceae, ahora subfamilia Agavoideae, dentro de las asparagáceas. Es nativa de las zonas áridas y semiáridas de México y Sur de Estados Unidos y de las más comunes en la región del Desierto Chihuahuense. Durante generaciones ha sido de gran importancia económica porque de ella se extrae fibra.

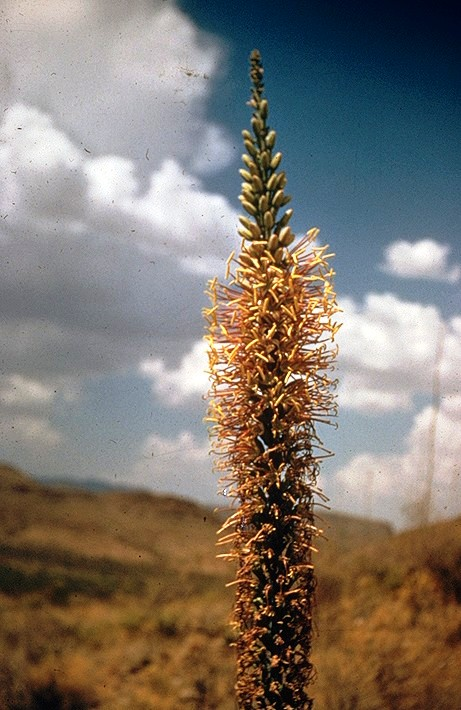
Inflorescencia.

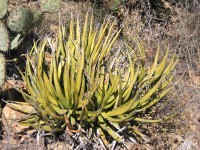
Vista de la planta.

## Descripción
Forma una roseta de hojas suculentas de hasta 45 cm (centímetros) de altura y 60 cm de ancho. Las hojas, llamadas «pencas», son fuertes y rígidas, con puntas endurecidas y muy afiladas, que fácilmente pueden penetrar la ropa e incluso la piel. La planta florece una vez en la vida antes de morir. Las flores son de color amarillo con tinte rojizo y se encuentran en una inflorescencia que alcanza los 4 m (metros) de altura. El néctar de las flores es un gran nutriente en la dieta de insectos, murciélagos y algunas aves.

## Distribución y hábitat
Se encuentra principalmente en los desiertos de Chihuahua y Sonora, casi siempre sobre piedra caliza. Por esta razón, es una especie indicadora de las condiciones del desierto de Chihuahua.

## Propiedades
Los nativos habitantes de esas regiones utilizan las fibras (comúnmente llamadas ixtle, aunque una variedad dura es conocida con el nombre comercial de «fibra Tampico») de las pencas para confeccionar cuerdas, tapetes y como materia prima para la industria de las brochas y cepillos.
El agua almacenada en esta planta es rica en sales y minerales, y a menudo es vendida en México como una bebida deportiva; sin embargo, la planta en sí misma es venenosa para el ganado bovino, caprino y ovino.

### Medicinales
Para su uso sobre golpes internos y en dolor de riñones, se aplica la penca asada y pelada sobre el zona adolorida; también se exprime la penca asada, y el jugo obtenido se bebe en ayunas.

### Química
Se ha aislado del Agave lechuguilla una saponina esteroidal llamada esmilagenina.

### Toxicidad
Se describe en la literatura que las cabras y ovejas se envenenan con frecuencia al ingerir esta planta. El 1 % del peso de la planta en relación con el peso del animal es suficiente para causar la muerte.
Los síntomas que presentan los animales envenenados son: pérdida del apetito, hinchazón de la piel y de las orejas, y ojos llorosos; la piel blanca es muy afectada, desde pequeñas inflamaciones hasta escoriaciones y necrosis; la coloración se torna amarillenta.

## Taxonomía
Agave lechuguilla fue descrita por John Torrey y publicada en Report on the United States and Mexican Boundary [...] Botany 2(1): 213–214. 1859.

### Etimología
Agave: nombre genérico que fue dado a conocer científicamente en 1753 por el naturalista sueco Carlos Linneo, quien lo tomó del griego Agavos. En la mitología griega, Ágave era una ménade, hija de Cadmo, rey de Tebas, la cual, al frente de una muchedumbre de bacantes, asesinó a su hijo Penteo, sucesor de Cadmo en el trono. La palabra agave alude, pues, a algo admirable o noble.
lechuguilla: epíteto geográfico que alude a su localización en el Desierto de la Lechuguilla.

### Sinonimia
| - Agave heteracantha Jacobi - Agave lophantha var. tamaulipasana A.Berger - Agave multilineata Baker - Agave poselgeri Salm-Dyck - Agave univittata var. tamaulipasana (A.Berger) Jacobson - Agave univittata var. subcanescens - Agave lophantha var. subcanescens - Agave lophantha var. poselgeri - Agave univittata var. gracilior | - Agave lophantha var. pallida - Agave univittata var. caerulescens - Agave caerulescens - Agave lophantha var. caerulescens - Agave univittata var. brevifolia - Agave lophantha var. brevifolia - Agave univittata var. angustifolia - Agave lophantha var. angustifolia - Agave lophantha var. gracilior |